# Jan Narajowski
Jan Narajowski herbu Janina (zm. w 1623 roku) – wojski żydaczowski w latach 1620-1621.
Był uczestnikiem popisu pospolitego ruszenia ziemi lwowskiej i powiatu żydaczowskiego w 1621 roku.